# Hernán García
Hernán García (Florencio Varela, 24 de enero de 1976) es un músico y productor argentino, conocido mayormente por ser el bajista productor y compositor de la banda O'Connor. Actualmente se encuentra produciendo discos de distintos artistas y variados estilos, entre ellos rock, pop, heavy, soul; siendo productor y técnico en Estudios Panda.
También dirige un espacio llamado "Sesiones Privadas", para bandas en vivo. Actualmente se desempeña como productor independiente.
El 30 de mayo de 2017 se dio a conocer la nueva banda de Hernán García, "Habeas Pornus" en la cual comparte con Iván Iñiguez (guitarra), Christian Vai (batería) y Matías Díaz (voz). En la misma fecha se informó de la presentación oficial de su primer disco que se titula "Acuario", el cual entraran a grabar el 4 de junio de 2017 en los míticos estudios Panda y será presentado el 29 de diciembre de 2017 en Uniclub, en la Ciudad de Buenos Aires
El día jueves 7 de septiembre de 2017 Habeas Pornus estreno su primer corte difusión titulado "Carne Tibia" el mismo se estrenó en paralelo con el videoclip oficial.

## Discografía
Con O'Connor
- Hay un lugar - 1999
- Yerba mala nunca muere - 2000
- Dolorización - 2002
- Vive siempre - 2003
- El tiempo es tan pequeño - 2004
- Estamos pariendo - 2006
- Naturaleza muerta - 2008
- La década tour 1998-2008 - 2009
- Río extraño - 2010
- Un lugar que nunca muere vol. 1 - 2011
- Un lugar que nunca muere vol. 2 - 2011
- Un poco de respeto - 2012
- La grieta - 2016

Con Habeas Pornus
- Acuario - 2017
- Acuario - Live set - 2019
- Deshielo - 2020

Como productor
- Razz - Rompe - 1992
- Insomnia - 1995
- O'Connor - Hay un lugar - 1999
- O'Connor - Yerba mala nunca muere - 2000
- O'Connor - Dolorización - 2002
- O'Connor - Vive siempre - 2003
- O'Connor - El tiempo es tan pequeño - 2004
- O'Connor - Estamos pariendo - 2006
- Los Violadores - Bajo un sol feliz - 2006
- O'Connor - Naturaleza muerta - 2008
- O'Connor - La década tour 1998-2008 - 2009
- O'Connor - Río extraño - 2010
- O'Connor - Un lugar que nunca muere vol. 1 - 2011
- O'Connor - Un lugar que nunca muere vol. 2 - 2011
- O'Connor - Un poco de respeto - 2012
- ADN - La ruta de mi fe - 2012
- Roll Pesado - Homenaje pesado - 2012
- Los Ojos del Rey - Los ojos del rey - 2012
- Maneras de Vivir (España) - Sin vida, sin amor - 2013
- Ángeles Clandestinos (técnico) - Ángeles clandestinos - 2014
- Profundo ensueño - Parasomnia - 2015
- Cuatro Tres Dos - Animé - 2015
- O'Connor - La Grieta - 2016
- Del Oeste - Todo al revés - 2016
- Quemando - 2016
- Cuatro Tres Dos - Raíz - 2018